# Castelo de Xememis
O castelo de Xememis (em árabe: قلعة شميميس; romaniz.: Qalat Xmemis), também conhecido como Axememis (Ax-Xmemis), é um castelo sírio localizado três quilômetros a noroeste de Salamia e 30 quilômetros a sudeste de Hama. Foi construído pelo rei Sampsicéramo I (r. 64–48 a.C.) sobre uma vulcão extintos.